# Lauren Buglioli
Lauren Buglioli (Los Angeles, 7 gennaio 1987) è un'attrice statunitense.

## Biografia
Buglioli nasce a Los Angeles il 7 gennaio 1987.

### Carriera
Buglioli appare come guest star in serie tv come Il tuo peggior incubo, Dion, Tyler Perry's Young Dylan, The Oval, Dynasty, Queens: Regine dell'Hip Hop, FBI, Florida Man e Bad Monkey e in film come Nine Lives, Bad Boys for Life, Transference, Damigelle pericolose, Best Friends Forever, Secrets on Sorority Row, Courtney Gets Possessed, A Jazzman's Blues, Cinnamon, The Neon Highway e The Great Lillian Hall. Nel 2022 interpreta Jen Duncan nel film Vendetta. Dal 2025 interpreta Vanessa McBride nella soap opera Beyond the Gates.

## Filmografia

### Cinema
- Nine Lives (2004)
- Bad Boys for Life (2020)
- Transference (2020)
- Horror Noire (2021)
- Vendetta (2022)
- White elephant: codice criminale (2022)
- Courtney Gets Possessed (2022)
- A Jazzman's Blues (2022)
- Cinnamon (2023)
- The Neon Highway (2024)
- The Great Lillian Hall (2024)

### Televisione
- Shane - serie TV, 1 episodio (2004)
- Il tuo peggior incubo - serie TV, 1 episodio (2014)
- Dion - serie TV, 1 episodio (2019)
- Tyler Perry's Young Dylan - serie TV, 1 episodio (2020)
- The Oval - serie TV, 2 episodi (2020)
- Damigelle pericolose - film TV (2021)
- Best Friends Forever - film TV (2021)
- Secrets on Sorority Row – film TV (2021)
- Dynasty - serie TV, 1 episodio (2021)
- Queens: Regine dell'Hip Hop - serie TV, 1 episodio (2021)
- FBI - serie TV, 1 episodio (2022)
- First Wives Club - serie TV, 1 episodio (2022)
- Florida Man - serie TV, 7 episodi (2023)
- Sistas - serie TV, 3 episodi (2024)
- Bad Monkey - serie TV, 4 episodi (2024)
- Beyond the Gates - soap opera (2025-in corso)

## Doppiatrici italiane
Nelle versioni in italiano delle opere in cui ha recitato, Lauren Buglioli è stata doppiata da:
- Valentina Mari in Florida Man